# Sieben Quellen (Heidenheim)
Koordinaten: 49° 0′ 21,3″ N, 10° 43′ 46,8″ O
Die Sieben Quellen bei Heidenheim sind Schichtquellen nahe der mittelfränkischen Marktgemeinde Heidenheim im mittelfränkischen Landkreis Weißenburg-Gunzenhausen in Bayern.

## Lage

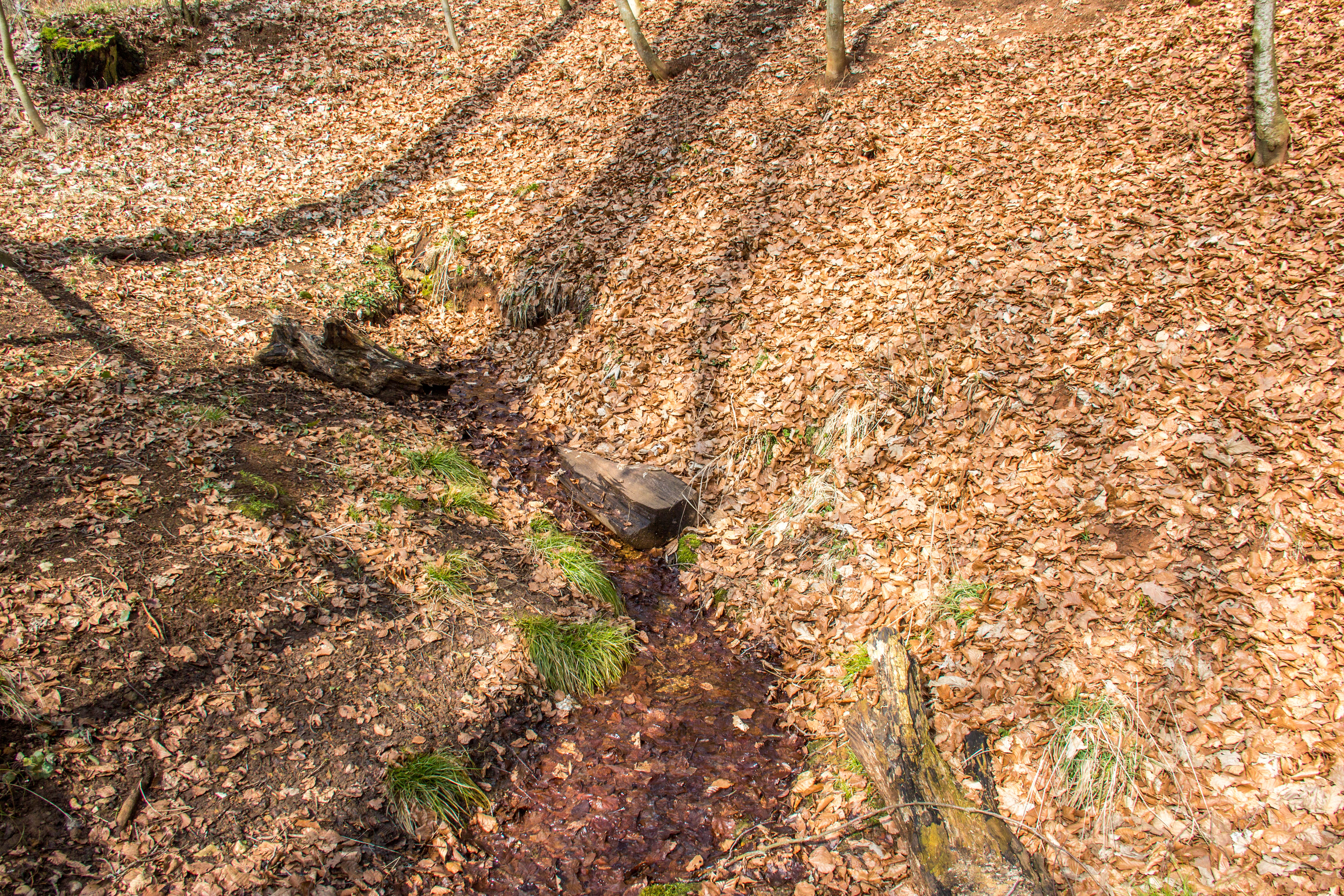
Quellbereich

Die Quellen liegen im Mittelgebirge Fränkische Alb, unweit des östlich verlaufenden Hahnenkamms, und sind Teil des Naturparks Altmühltal. Sie befinden sich auf einer Höhe von etwa 540 m ü. NHN am Südostausläufer des Heidenheimer Bucks, etwa 1,5 km südwestlich von Heidenheim.

## Beschreibung

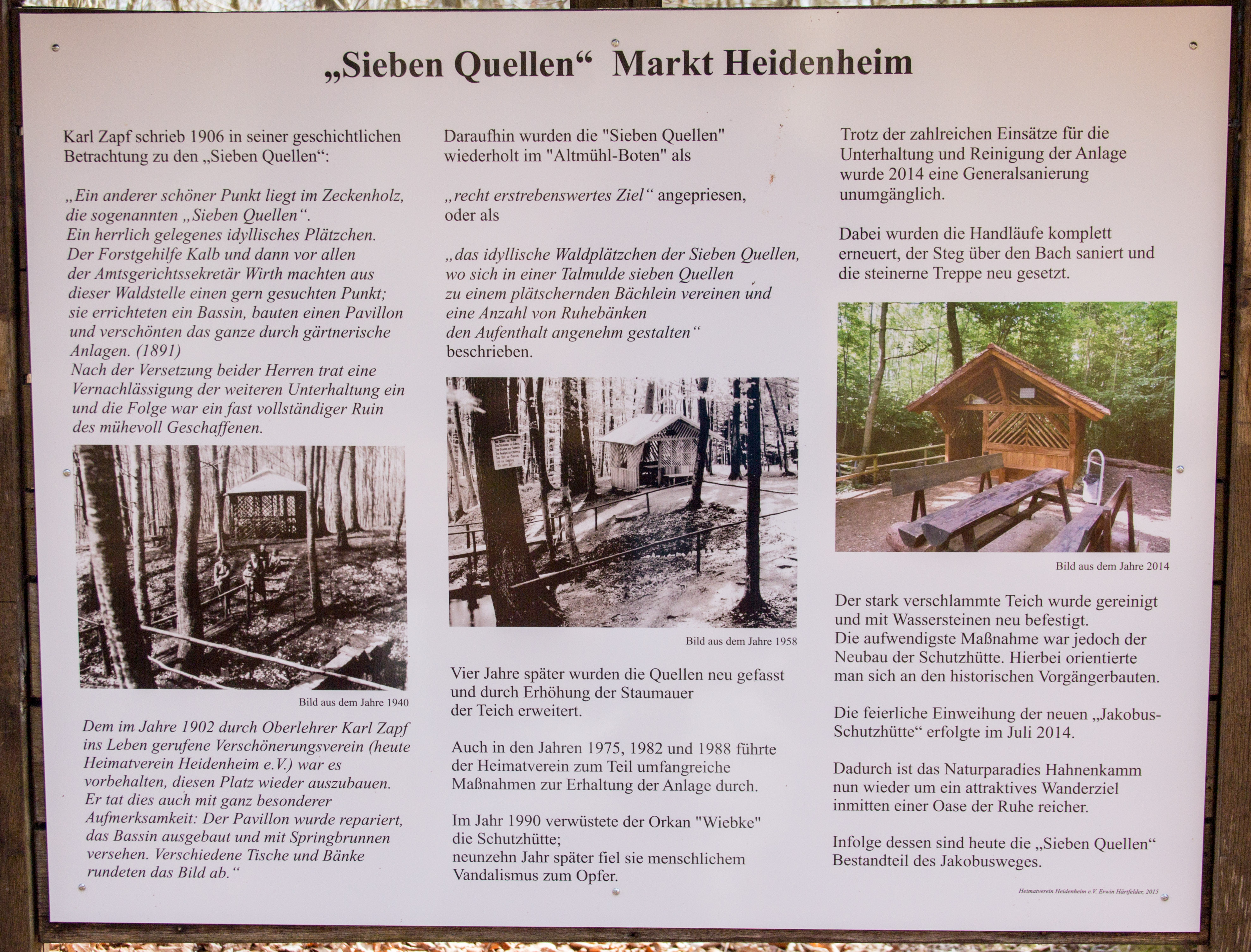
Infotafel

Die Schichtquellen mit einer geringen Schüttung entspringen einem Quellhorizont im Braunen Jura an der Grenze zwischen dem Opalimuston und dem darüberliegenden Doggersandstein.
Der abfließende Bach mündet nach ungefähr 300 Metern in einen zumindest früher und am Oberlauf Wiedereckgraben genannten Bach, welcher einen halben Kilometer weiter abwärts in die Rohrach mündet.
Fünf der Quellen liegen im Waldgebiet Zeckenholz. Der abfließende Bach mündet 300 Meter südlich in einen weiteren Bach, der wiederum 600 Meter weiter östlich der Rohrach zufließt.
Die beiden anderen Quellen befinden sich wenig weiter östlich auf freier Flur und entwässern 300 Meter im Osten direkt in die Rohrach.
Das Gebiet der Quellen ist ein gut erschlossenes touristisches Naherholungsziel. Das Geotop ist ein etwa 100 m² großes Areal. Dort wurde ein kleiner Teich aufgestaut, der auf einem befestigten Weg umrundet werden kann. Die Anlage, bestehend aus Bassin, Pavillon und Grünanlage, wurde um 1891 von dem Amtsgerichtssekretär Wirth und dem Forstgehilfen Kalb errichtet. Der Ort wurde dann stark vernachlässigt und erst wieder ab 1902 durch den vom Oberlehrer Karl Zapf gegründeten Heimatverschönerungsverein (heute Heimatverein Heidenheim e.V.) restauriert. 1975, 1982 und 1988 führte der Heimatverein Maßnahmen zur Erhaltung der Anlage durch. 1990 zerstörte der Orkan Wiebke den Pavillon. Im Jahr 2009 fiel die Anlage Vandalismus zum Opfer und wurde 2014 generalsaniert. Unter anderem wurde dabei die Schutzhütte nach historischem Vorbild neu gebaut.
Die Quellen sind vom Bayerischen Landesamt für Umwelt als Geotop (577Q001) ausgewiesen und als bedeutend bewertet.

## Zugang

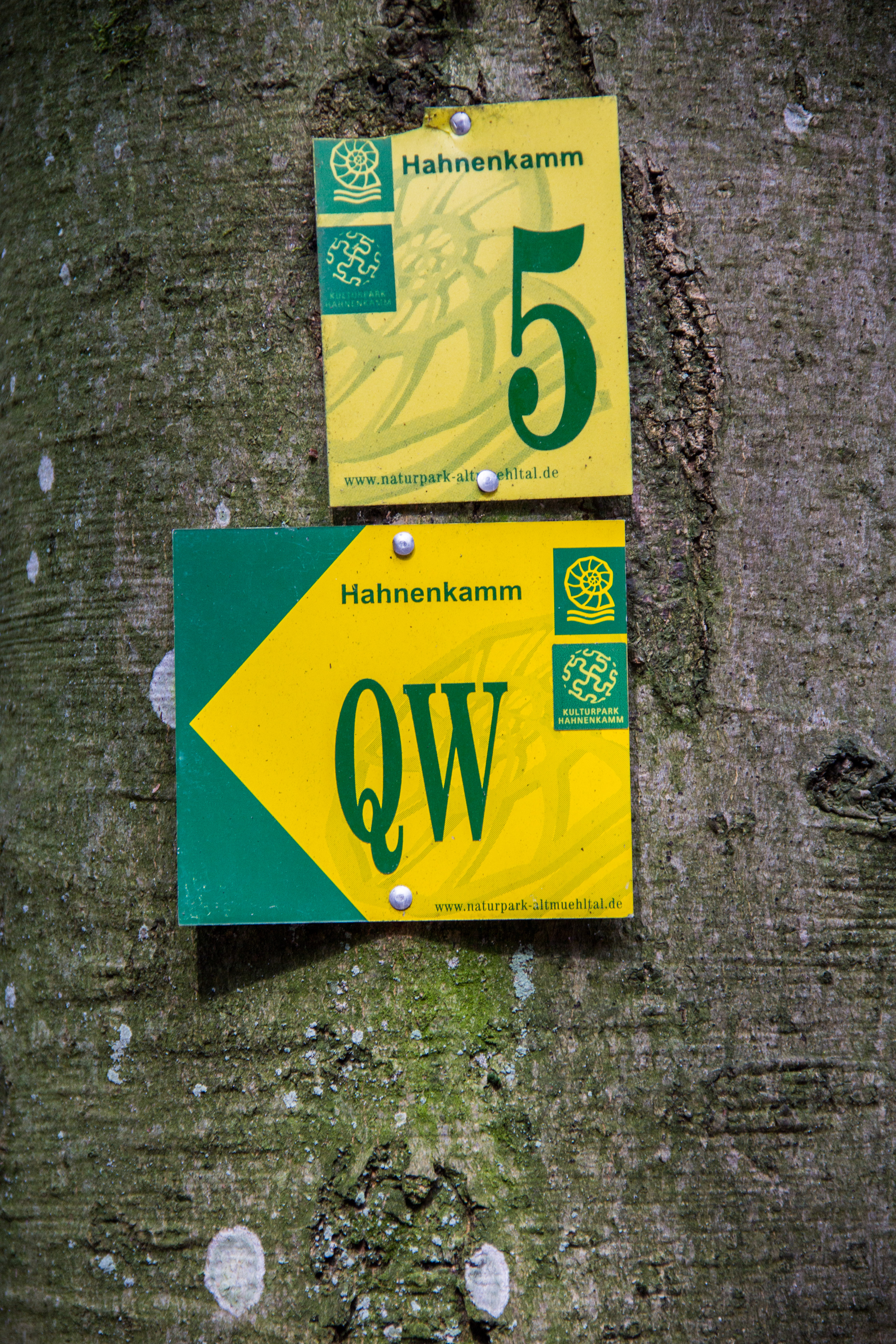
Quellenwanderweg

Die Quelle ist ganzjährig frei zugänglich. Ausgeschilderte Wanderwege wie der Jakobsweg oder der lokale Quellenwanderweg führen von Heidenheim ausgehend daran vorbei. Die Quellen sind als Bestandteil des Landschaftsschutzgebiets Schutzzone im Naturpark Altmühltal (LSG-Nr. 00565.01; WDPA-Nr. 396115) unter Schutz gestellt.